# Diplospora fruticosa
Diplospora fruticosa är en måreväxtart som beskrevs av William Botting Hemsley. Diplospora fruticosa ingår i släktet Diplospora och familjen måreväxter. Inga underarter finns listade i Catalogue of Life.